# Die Chicky’s
Die Chicky’s waren eine von 1957 bis 2005 gemeinsam auftretende Gruppe von Clowns. Je nach dem Land ihres Engagements nannten sie sich auch The Chicky’s oder Les Chicky’s.

## Geschichte
Zu ihnen gehörten zunächst der als Weißclown Bruno agierende Bruno Stutz (1938–2015) aus Genf und der dumme August Chicky alias Eugen Altenburger aus Rapperswil in Sankt Gallen, die beide nicht aus dem Zirkusmilieu entstammten. Als Letzterer 2004 in Pension ging, wurde er von dem Italiener Jimmy Folco bis zum Ende des Engagements im Programm „Krone Festival“ des Circus Krone ersetzt. Ein weiterer August, Roland Brunisholz als Alfredo, arbeitete von 1963 bis 1973 mit Stutz und Altenburger zusammen und nach dessen Weggang erweiterte die ehemalige Seiltanz-Artistin und Ehefrau von Bruno Stutz, Patrizia de Jonghe aus Belgien, das Clowns-Duo zum Trio. Zu ihren ältesten und berühmtesten Nummern gehörte das „Spiegel-Entree“, in der sich die beiden Clowns auf beiden Seiten eines imaginären Spiegels, der nur durch einen leeren Rahmen dargestellt wird, gegenübersitzen.
Neben mehreren Engagements im Circus Krone gastierten sie etwa beim Circus Knie, beim Circus Barum und vielen weiteren. Dabei bereisten sie außer Deutschland auch Schweden, Belgien, Frankreich, Norwegen, Österreich, Italien und die Schweiz. Im dänischen Circus Benneweis firmierten sie 1992 auch als The Nellys.
Nach dem Ende des Gastspiels beim Circus Krone arbeitete Stutz noch zwei Jahre beim niederländischen Circus Herman Renz.

## Mitglieder
| Jahre     | Weißclown   | (Erster) August              | Zweiter August                | Partnerin          |
| 1963–1973 | Bruno Stutz | Eugen Altenburger („Chicky“) | Roland Brunisholz („Alfredo“) | N/A                |
| 1973–2003 | Bruno Stutz | Eugen Altenburger            | N/A                           | Patricia de Jonghe |
| 2004–2005 | Bruno Stutz | Jimmy Folco                  | N/A                           | Patricia de Jonghe |